# Plaine, ma plaine
Plaine, ma plaine (titre original en russe : Полюшко-поле, translittération : Poliouchko-Polie) est un chant soviétique en langue russe. Поле (Polie) signifie « champ » ou « plaine » en russe, Полюшко (Poliouchko) est une forme diminutive/hypocoristique pour Polie. Ce chant est ainsi également connu sous son nom russe Poliouchko-Polie et sous d’autres titres comme Chant des plaines, Chant des cavaliers des steppes, etc[réf. nécessaire].
Il a été composé (paroles et musique) en 1934.

## Histoire
Ce chant a été composé en 1934 par Lev Knipper pour les parties chorales de sa quatrième symphonie Poème aux jeunes soldats, les paroles étant de Viktor Goussev. Ce n'est que devant l'enthousiasme déclenché par la partie chorale de la symphonie que le chant en a été dissocié pour former Plaine, ma plaine.

## Texte et traduction en français
| Полюшко-поле, полюшко, широко поле, Едут по полю герои, Эх, да красной армии герои. Девушки плачут, Девушкам сегодня грустно, Милый надолго уехал, Эх, да милый в армию уехал. Девушки, гляньте, Гляньте на дорогу нашу, Вьётся дальняя дорога, Эх, да развесёлая дорога. Только мы видим, Видим мы седую тучу, Вражья злоба из-за леса, Эх, да вражья злоба, словно туча. Эх, девушки, гляньте, Мы врага принять готовы, Наши кони быстроноги, Эх, да наши танки быстроходны. Эх, пусть же в колхозе Дружная кипит работа, Мы дозорные сегодня, Эх, да мы сегодня часовые. | Plaine, ma chère plaine, large plaine, ma chère plaine! Des héros marchent à travers la plaine, Ah ! Ce sont les héros de l'Armée rouge. Les jeunes filles pleurent, Aujourd’hui, les jeunes filles sont tristes, Leurs amants sont partis pour longtemps. Ah! Leurs amants sont partis à l'armée. Jeunes filles, regardez, Regardez notre route ! La route serpente au loin. Ah ! La joyeuse route ! Cependant, nous voyons, Nous voyons un nuage gris. L'hostilité de l'ennemi vient de la forêt. Ah! L'hostilité de l'ennemi est comme un nuage. Eh ! Jeunes filles, regardez ! Nous sommes prêts à recevoir l’ennemi ! Nos chevaux ont le pied rapide Et que nos chars vont vite ! Que, dans le kolkhoze, tous travaillent dans une effervescence amicale ! Aujourd’hui nous patrouillons, Ah! Aujourd'hui, nous sommes de garde! |

## Dans la culture populaire

### Adaptations
A l'ouverture du Congrès de la Jeunesse de Londres 1945, la version intégrale de Polyushko-polye a été interprétée par un chœur de 6 000 membres. La musique de cette performance a été composée par le musicien L. A. Stokovsky, basée sur la musique originale de L. Knipper.
Une version française, sur des paroles de Francis Blanche, est chantée par Armand Mestral puis reprise par John William,, mais il ne s'agit pas d'une traduction, puisque la version russe est plutôt un hymne guerrier d'encouragement aux « héros de l'Armée rouge » (Красной Армии герои). 
Cette chanson est également reprise en arabe par Fairuz, sous le titre Kanou Ya Habibi en 1974.
En 1999, la mélodie est utilisée dans la chanson Gone With The Wind sur l'album Under a Violet Moon du groupe Blackmore's Night.

### Anime
La chanson peut être entendue dans l'anime Girls und Panzer.

### Documentaires
La chanson est chantée par Micheal Palin dans la série documentaire Autour du Pacifique avec Michael Palin.